# Urtsadzor
Urtsadzor o Urtsadsor (en armenio: Ուրցաձոր) es una comunidad rural de Armenia ubicada en la provincia de Ararat.
En 2008 tenía 3056 habitantes. Antes de 1978 la localidad se denominaba "Chimankend".
El pueblo fue fundado en 1873 y se halla en un área semidesértica donde la agricultura se ha desarrollado gracias al regadío. Por su proximidad a la Reserva Estatal Forestal de Khosrov, ubicada a 7 km del pueblo, la biodiversidad de Urtsadzor ha sido muy estudiada y el pueblo ha sido reconocido como un área de conservación de mariposas con 131 especies catalogadas en sus inmediaciones. También destaca por su diversidad de aves.
Se ubica sobre la carretera H10 a orillas del río Vedi, unos 5 km al este de la ciudad de Vedi.